# Dicranomyia guamicola
Dicranomyia guamicola är en tvåvingeart som först beskrevs av Alexander 1942.  Dicranomyia guamicola ingår i släktet Dicranomyia och familjen småharkrankar.
Artens utbredningsområde är Guam. Inga underarter finns listade i Catalogue of Life.